# Alopia vranceana
Alopia vranceana is een slakkensoort uit de familie van de Clausiliidae. De wetenschappelijke naam van de soort is voor het eerst geldig gepubliceerd in 1967 door Grossu.